# Lauritz de Thurah
Laurids Lauridsen de Thurah, connu sous le nom de Lauritz de Thurah (4 mars 1706 - 5 septembre 1759), est un architecte et écrivain danois. Il est l'architecte danois le plus important de la période baroque tardive. En tant qu'écrivain et historien de l'architecture, il apporte une contribution essentielle à la compréhension du patrimoine architectural et de la construction de bâtiments du Danemark à son époque.
De Thurah est un architecte autodidacte qui apprend en étudiant les bâtiments inspirants qu'il voit lors de ses voyages à l'extérieur du Danemark entre 1729 et 1731. Il ramène chez lui le style baroque, qui est alors populaire, mais perd rapidement du terrain au profit du rococo. Tout au long de sa vie, il reste fidèle au baroque, alors même que le monde qui l'entoure continue de changer et qu'il perd des chantiers au profit d'autres qui maîtrisent les styles les plus récents et les plus populaires.

## Jeunesse et éducation

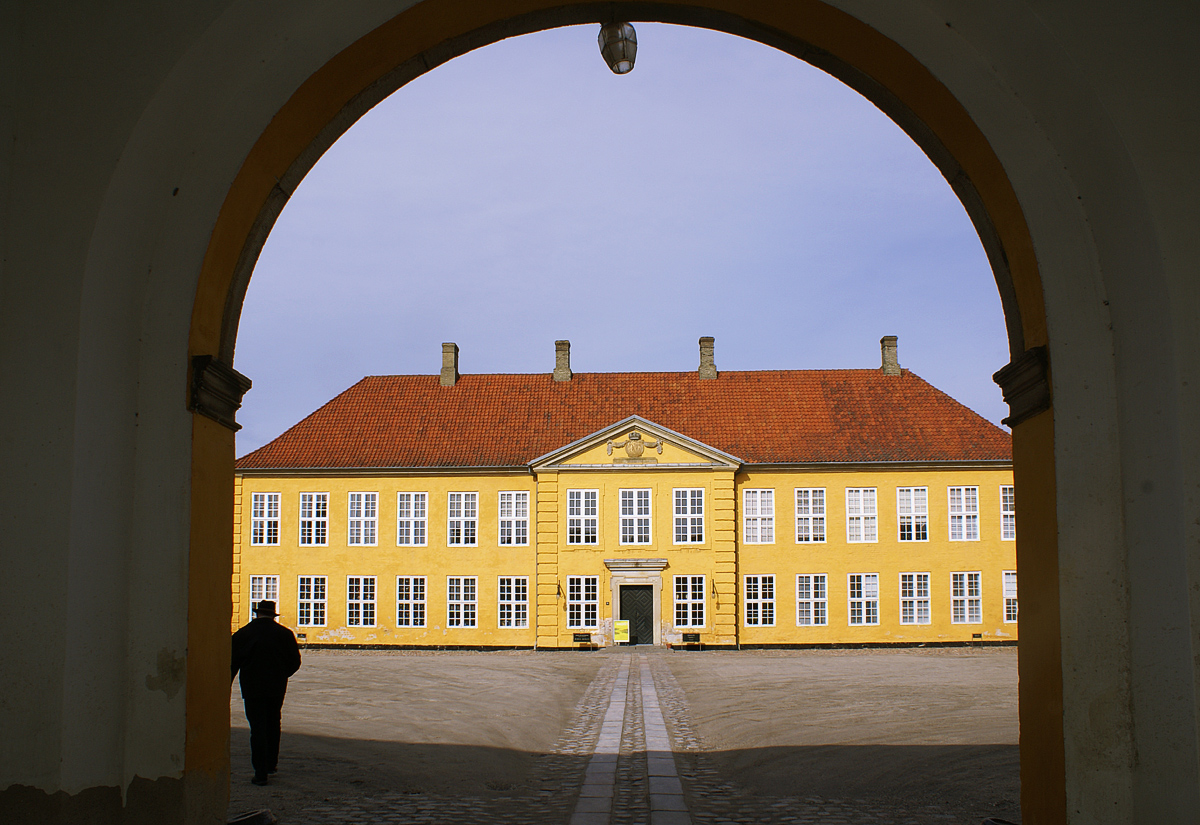
Palais Jaune à Roskilde, abritant le Musée d'Art Contemporain

Lauritz de Thurah est né Laurids Lauridsen Thura à Aarhus, troisième fils du curé Laurids Thura, plus tard évêque de Ribe, et de sa femme Hélène Cathrine de With. Il est éduqué à la maison par son frère, un enseignant érudit et capable. Par hasard, il entre en contact avec la maison royale lorsque le roi Frederik IV appelle l'évêque et choisit le garçon et son frère aîné Diderich pour le service militaire. En 1719, il se rend à Copenhague en tant que cadet militaire, un landkadet en danois, pour recevoir une formation pour le corps du génie à l'Académie des cadets militaires (Landkadetakademiet).
Il est employé en 1725 comme ingénieur résident adjoint dans le Holstein Engineering Corps, et il part à Rendsburg où il sert de 1725 à 1729.
Désireux d'améliorer son sort en se lançant éventuellement dans une carrière d'architecte, il étudie avec enthousiasme le style de construction local et demande au roi une subvention royale pour étudier l'architecture civile lors d'un voyage plus long à l'étranger. Afin d'atteindre cet objectif, il fait des dessins soigneusement détaillés des fortifications, des églises et des maisons de Rendsburg, ainsi qu'un dessin de construction préliminaire pour un pont suspendu.
Le roi est impressionné et promet de lui donner des fonds, mais à la place, il confie à Thura et à son ami le lieutenant Holger Rosenkrantz des missions supplémentaires d'arpentage et de dessin. Enfin Thura, après avoir envoyé au roi de nombreux rappels de son aide financière promise, se rend à Copenhague et est soumis à une dernière épreuve, avant de recevoir la subvention pour que lui et Rosenkrantz puissent voyager.
Thura réalise également des dessins et des mesures du plus récent château du Danemark, Fredensborg, qui sont offerts en cadeau au comte de Hesse, avant son voyage.
Thura et Rosenkrantz partent en 1729 et visitent un certain nombre de villes allemandes, dont Cassel, où ils font des études et des mesures minutieuses des bâtiments. Ils voyagent plus loin en Italie, en France, en Hollande et en Angleterre avant de retourner au Danemark en 1731.

## Carrière

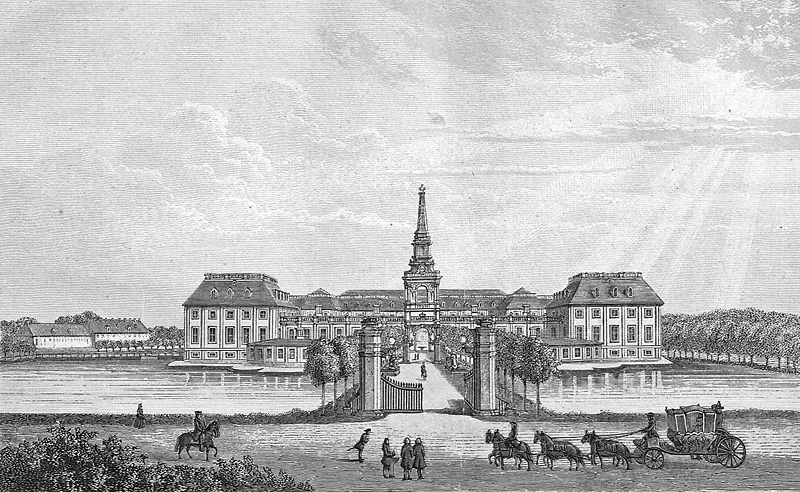
Hirschholm comme illustré dans JP Trap: Kongeriget Danmark 2e édition, 1872

Après son retour au pays, Thura gravit rapidement les échelons. Il devient ingénieur résident en 1732. En 1733, il est nommé architecte royal avec la responsabilité de superviser les bâtiments royaux de Zealand et de Lolland - Falster. Dans le même temps, il est promu capitaine dans le corps du génie.
En 1732-1736, il conçoit et construit le palais royal de Roskilde, également connu sous le nom de palais jaune, sur le site de l'ancien palais épiscopal à l'est de la cathédrale de Roskilde. Le bâtiment baroque à quatre ailes est le siège du duc de Wellington lors du siège anglais de Copenhague en 1807 et abrite aujourd'hui le musée d'art contemporain.
En 1733-1739, il travaille sur le premier remodelage et agrandissement du palais de Hirschholm pour le roi Christian VI et son épouse, la reine Sophie Magdalene.
En 1734-1736, de Thurah construit le palais de l'Eremitage, un pavillon de chasse somptueux surplombant Jægersborg Dyrehave au nord de Copenhague et faisant face à l'est sur l'Øresund jusqu'à la Suède. La maison de pierre grise au toit mansardé cuivré remplace un autre pavillon de chasse nommé « Hubertus », qui a été construit à proximité au XVIIe siècle. La conception originale comportait une table élévatrice, semblable à un monte-charge, qui pouvait être élevée de la cave jusqu'à la salle à manger. De cette façon, les domestiques restaient dans la cuisine de la cave, où ils préparaient et dressaient la table, puis elle pouvait être hissée jusqu'à la salle à manger par une trappe dans le sol. Les convives mangeaient alors sans la surveillance des serviteurs ou " en eremit ", c'est-à-dire " à la manière des ermites ". Le lodge est encore utilisé à ce jour pour des occasions spéciales.
Mais déjà après seulement quelques années de service au Danemark, Thura commence à sentir que son style baroque est passé de mode. Il estime que le baroque perd du terrain au profit du rococo, un style maîtrisé par d'autres cercles architecturaux danois contemporains, celui de Nicolai Eigtved, qui est le collègue et rival de Thura pendant la majeure partie de sa carrière. Eigtved, revenu au Danemark de ses voyages en 1735, devient l'architecte préféré du roi, et Thura se sent de plus en plus mis à l'écart.
En 1736, Thura est promu lieutenant-colonel. Il participe, avec l'architecte allemand Elias David Hausser et Nicolai Eigtved, à la construction intérieure du (premier) palais de Christiansbrog. Il conçoit certains des intérieurs des appartements de la reine de 1737 à 1740, mais ceux-ci sont détruits dans l'incendie de 1794. Il réalise également les plans du grand escalier, de la chapelle, du pont de marbre, des pavillons et du manège, qui ne sont jamais réalisés.
Le 19 octobre 1740, il épouse Anna Rosenørn, fille d'un général major, et est anobli sous le nom de "de Thurah".
En 1741, de Thurah construit le toit du bâtiment principal du palais de Fredensborg. En 1742, il est nommé à la Commission du bâtiment et assume la responsabilité de superviser les bâtiments royaux de Seeland et de Fionie.
En 1743-1744, il conçoit la reconstruction finale du château de Hirschholm, le projet de construction le plus impressionnant de l'époque, connu sous le nom de "Versailles du Nord". La même année, les travaux sont achevés sur la tour et la flèche de l'église Notre-Dame, à Copenhague, en partie d'après un dessin de Vincents Lerche. Le bâtiment, cependant incendié lors du bombardement de Copenhague en 1807, est reconstruit par Christian Frederik Hansen.
En 1744, de Thurah est promu colonel. Son ouvrage en trois volumes Den danske Vitruvius est publié en 1746-1749, contenant près de 400 dessins et mesures de bâtiments à Copenhague et de châteaux royaux et d'autres bâtiments intéressants au Danemark, avec des textes en danois, allemand et français.
Frustré par ses échecs face à Eigtved, il demande au roi en 1747 un nouveau poste non architectural, mais cela est rejeté.
En 1748, de Thurah est invité à aider à la construction d'une nouvelle flèche sur l'église de Notre-Sauveur conçue par Lambert van Haven dans le quartier Christianshavn de Copenhague. Il choisit un design inspiré de l'église Sant'ivo della Sapienza qu'il a vue à Rome de nombreuses années auparavant. La nouvelle conception est cependant beaucoup plus coûteuse que le plan initial du roi, ce qui conduit à une rivalité féroce entre de Thurah et Eigtved sur le choix des matériaux de construction. Le roi se range finalement du côté de Thurah.

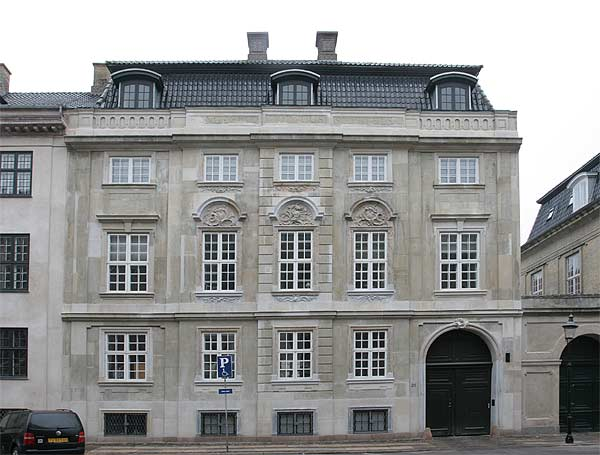
La propre maison de Thurah au 25 Amaliegade à Copenhague, construite selon sa propre conception en 1755-1757

Cette même année, la femme de Thurah meurt. Il se remarie, le 16 janvier 1750, avec Christiane Marie de Kiærskiold, héritière de Børglum Kloster. Il se sent négligé et mis sous pression par son collègue Eigtved, et il met donc fin à sa carrière. Il quitte Copenhague pour s'installer dans le domaine du monastère de Børglum dans le Jutland avec sa femme.
Le chef-d'œuvre de De Thurah, la flèche ornée d'un escalier en colimaçon sur l'église Notre-Sauveur, surmontée d'un globe et d'une figure, est achevée en 1752 et peut encore être vue au-dessus de Christianshavn à ce jour.
En 1753, après sa retraite du corps du génie, il est nommé général major. Cette même année, il abandonne sa responsabilité pour les bâtiments royaux de Zélande, repris par Nicolai Eigtved. En 1754, il est nommé General Building Master, tandis qu'Eigtved prend la relève en tant que Royal Building Master.
Eigtved meurt la même année, ce qui oblige de Thurah à être rappelé au service en tant que principal architecte de l'époque. De Thurah se voit confier l'achèvement des travaux dans le quartier Friedrichstadt d'Eigtved centré sur Amalienborg, notamment les deux derniers palais du côté est de la place, et en 1754-1758, il conçoit et construit les quatre pavillons de l'hôpital Frederiks, abritant maintenant le Musée danois of Art & Design, qu'Eigtved a commencé en 1752. Il se construit également une maison dans le quartier du 25 Amaliegade de 1755 à 1757.
Il tente également de faire approuver les plans de l'église de Frederik, la pièce maîtresse de la région de Frederiksstad. Il veut construire un dôme en pierre dans le style de Michel-Ange. Le travail va finalement à l'architecte néoclassique français Nicolas-Henri Jardin.
Il meurt dans la nuit du 5 septembre 1759 à Copenhague, et est enterré à l'église de la Trinité (Trinitatiskirke).

## Écrits
Parallèlement à son travail d'architecte en exercice, de Thurah écrit plusieurs traités importants sur l'architecture danoise. En 1735, il reçoit une subvention royale pour collecter des informations et rédiger un ouvrage complet sur l'architecture au Danemark, détaillant tous les bâtiments royaux du pays. Cette œuvre, finalement appelée Den Danske Vitruvius (1746-1748), prend de plus en plus de temps à mesure que ses missions architecturales diminuent. Une autre œuvre centrale d'importance architecturale de de Thurah est Hafnia Hodierna, publiée en 1748.
De plus, il publie des livres illustrés sur Bornholm, Christiansø, Amager, Saltholm et Samsø entre 1756 et 1758).